# Здание мэрии Москвы
Зда́ние мэ́рии Москвы́ (дом Голи́цина, уса́дьба Чернышёва) — здание, расположенное в Москве по адресу Тверская улица, дом 13. Было построено в 1782 году по проекту архитектора Матвея Казакова и до 1917 года служило резиденцией московских генерал-губернаторов. После Октябрьской революции дом занимал Московский городской совет. С 1993 года строение находится в ведомстве правительства Москвы.

## История

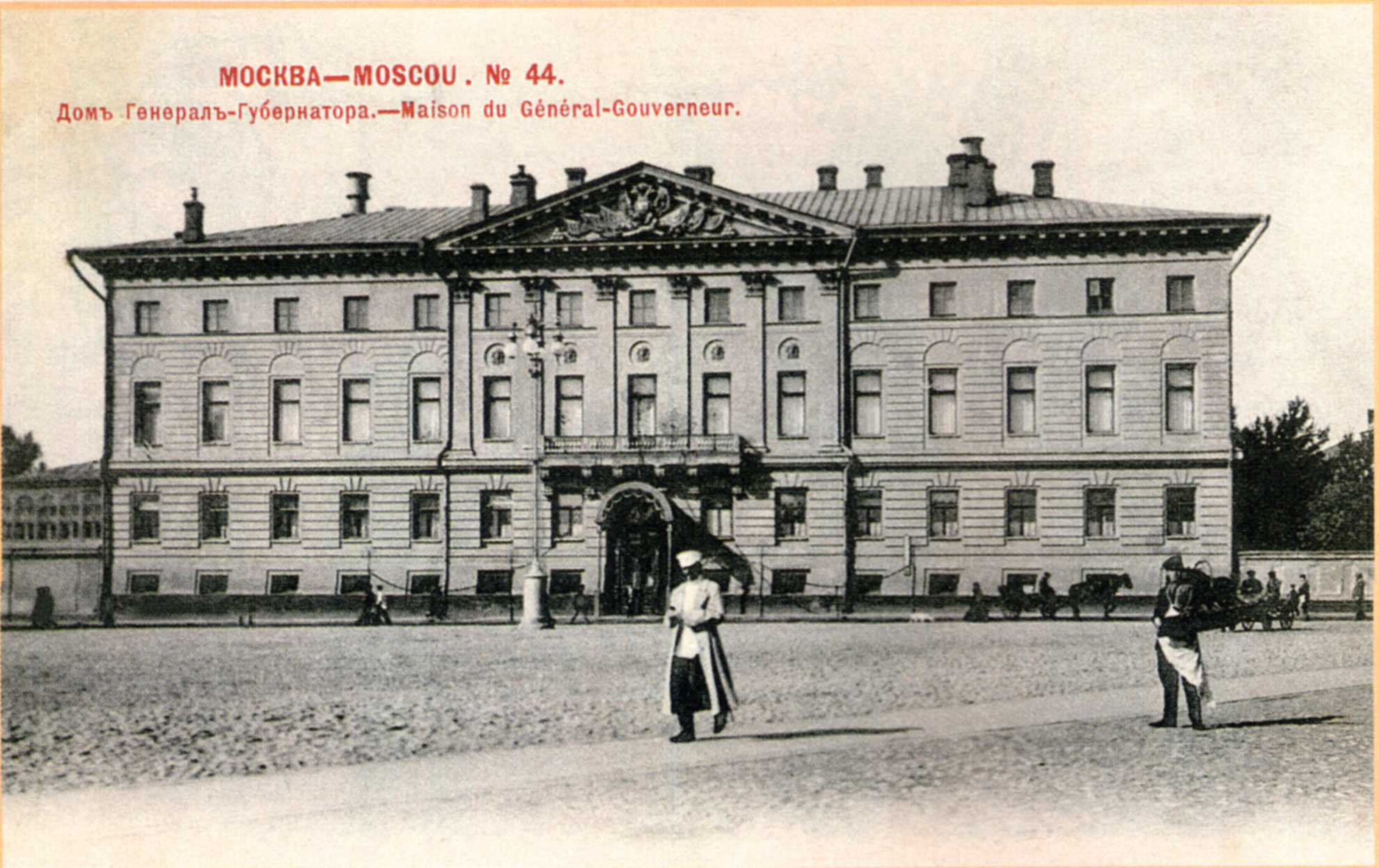
Резиденция московских генерал-губернаторов, 1902 год

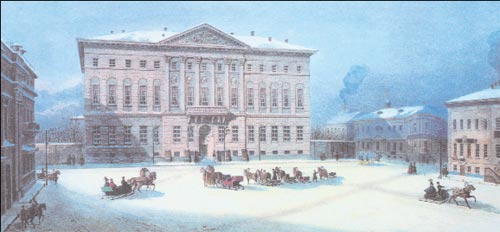
Литография А. Кадоля «Дом генерал-губернатора на Тверской улице», начало XIX века

### Дом генерал-губернатора
Во второй половине XVIII века участок Тверской улицы близ Вознесенского переулка сильно пострадал от Троицкого пожара. В 1778—1782 годах на этом месте возвели новое здание. Большинство историков приписывают авторство проекта Матвею Казакову, но отдельные исследователи полагают, что он лишь осуществлял инженерные работы по плану неизвестного архитектора. Усадьба служила личной резиденцией графа Захара Чернышёва, который к моменту окончания работ занял должность генерал-губернатора Москвы.
Трёхэтажный дворец в стиле зрелый классицизм был обращён на Тверскую площадь. Он имел анфиладную планировку: поднявшись по парадной лестнице, украшенной медными балясинами, посетители попадали в Белый зал. Его стены отделали мрамором и фигурными барельефами, пол выстелили наборным паркетом с инкрустацией из тёмного дуба. Под потолком находились специальные хоры для музыкантов, которые снизу поддерживали спаренные колонны. Через мраморный Голубой зал гости попадали в Красный, который резко отличался от строгого оформления предыдущих помещений. Комната была выдержана в белых, золотых и алых оттенках, а также декорирована множеством зеркал, лепниной и цветными декорациями. С тыльной стороны усадьбы расположились боковые корпуса, которые создавали внутренний двор. При строительстве фундамента использовались материалы разобранных стен Белого города.
В 1785 году после смерти Чернышёва имение было выкуплено в счёт казны у его наследников. В 1790-х годах проходила реконструкция усадьбы по проекту Матвея Казакова. К тому моменту она получила название «Тверской казённый дом, занимаемый генерал-губернатором» и являлась одной из крупнейших административных построек вне стен Кремля. Для отопления помещений в здании находились 182 голландских, 52 русских и 17 духовых печей, а также четыре камина и 12 очагов. Известно, что в дальнейшем резиденция неоднократно перестраивалась в соответствии с требованиями и вкусами действующего градоначальника. К концу XVIII века перед особняком обустроили военный плац, а в 1806 году в помещениях была устроена домовая церковь, просуществовавшая до 1921-го.
Резиденция градоначальника уцелела во время столичных пожаров 1812 года, однако сильно пострадала от вандализма французских войск. Солдаты использовали деревянные двери и паркет для растопки печей и каминов. Восстановление дворца началось только в 1814-м при генерал-губернаторе Александре Тормасове под руководством архитектора В. Мирошевского. Уже через год в стенах дома был дан приём в честь дня рождения императора Александра I. Некоторые исследователи полагают, что именно в этот период безордерную архитектурную композицию Казакова дополнили коринфскими пилястрами. В 1823-м строение было повреждено пожаром, восстановление после которого заняло более двух лет. Позднее, в 1839 году, часть дворовых флигелей переоборудовали под чиновничьи квартиры.
К концу XIX века район, в котором располагалось имение, был достаточно шумным. Рядом с резиденцией градоначальника находились Тверская пожарная часть, политическая тюрьма, вытрезвитель и морг. Мимо дома проходил ночной маршрут золотарей, вывозивших нечистоты из города. Тем не менее усадьба являлась одним из культурных центров Москвы благодаря генерал-губернатору Владимиру Долгорукову, который нередко устраивал в имении балы. По слухам, на один из таких вечеров под видом богатого помещика проник мошенник Павел Шпейер, руководивший клубом червонных валетов. Он очаровал светской беседой Долгорукова и попросил разрешение показать усадьбу знакомому иностранцу. На следующий день Шпейер посетил дом в сопровождении английского дворянина и под присмотром дежурного чиновника осмотрел имение. Как выяснилось позднее, мошенник представился владельцем резиденции и заключил с иностранцем сделку о продаже, сопровождавший же не смог этого понять, так как не знал английского языка.
Во время пребывания на посту губернатора великого князя Сергея Александровича в здании прошла масштабная реконструкция под руководством архитектора Николая Султанова. Имение оборудовали водопроводом, отопительной системой, электричеством, установили два лифта, а также перестроили конюшню под гаражное помещение. По велению князя была организована выставка портретов всех московских градоначальников, а также коллекцию презентов, подаренных администрации города.

### Дом Моссовета

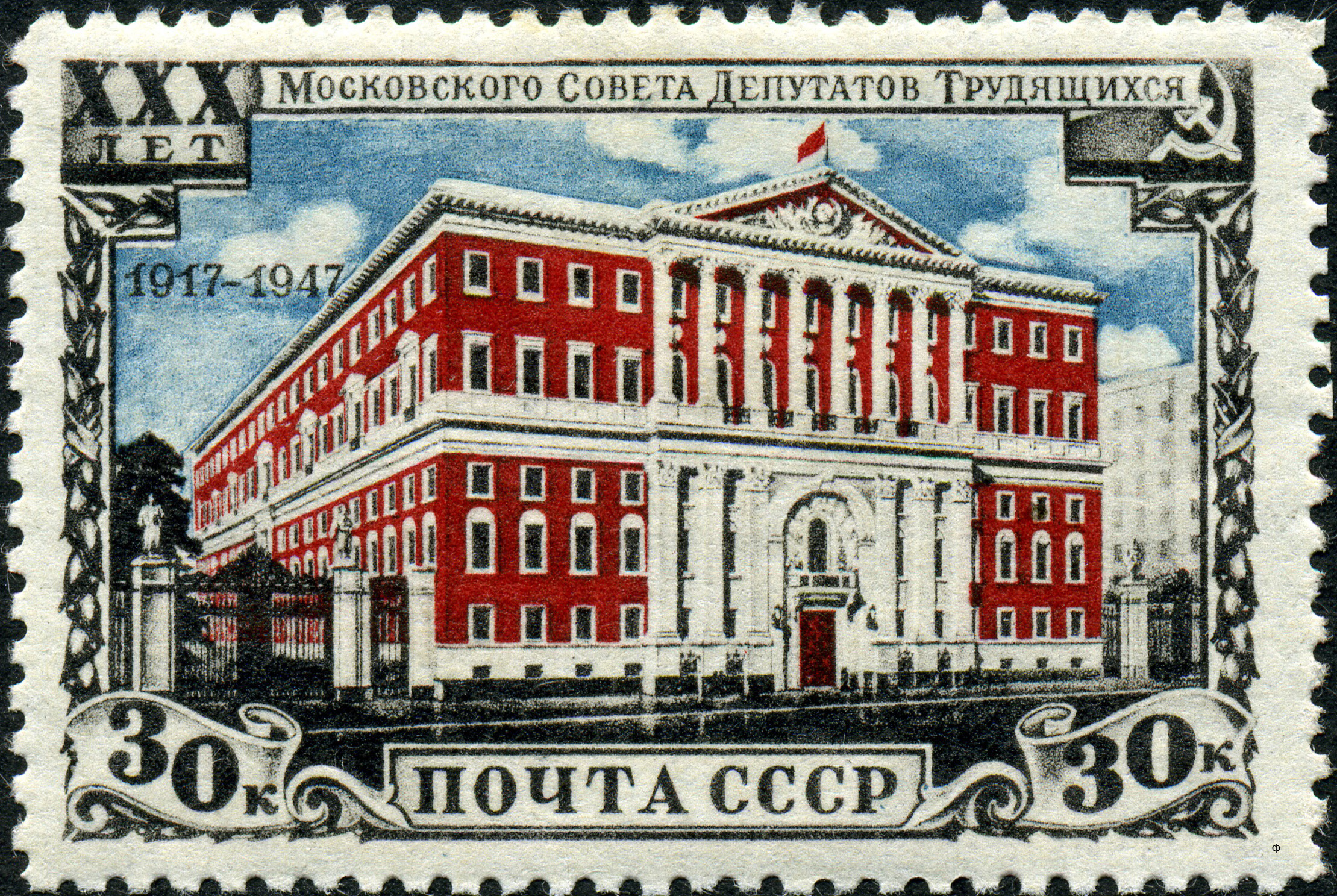
Марка с изображением дома Совета рабочих и солдатских депутатов, 1947 год

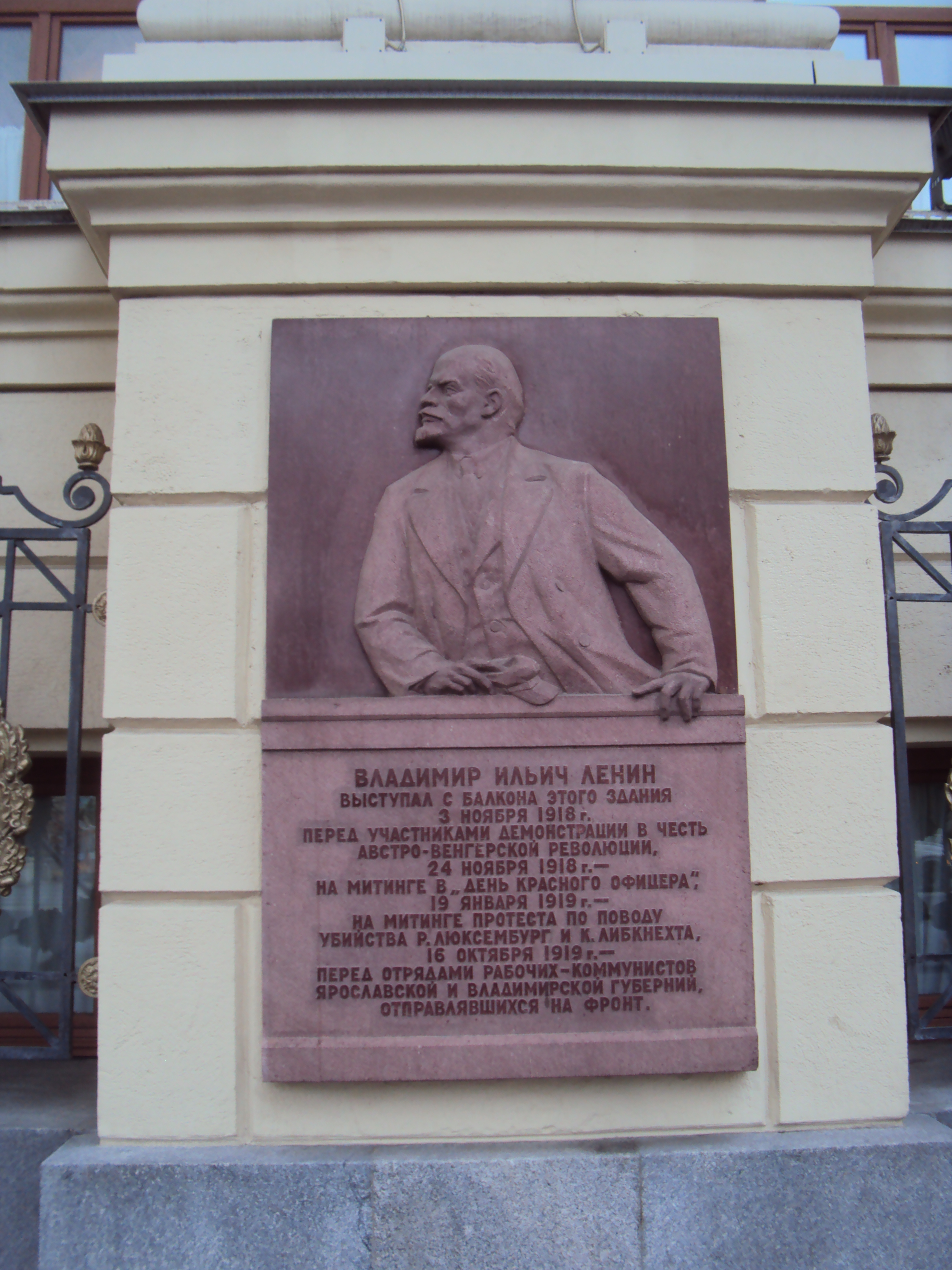
Мемориальная табличка на стене здания мэрии Москвы, 2015 год

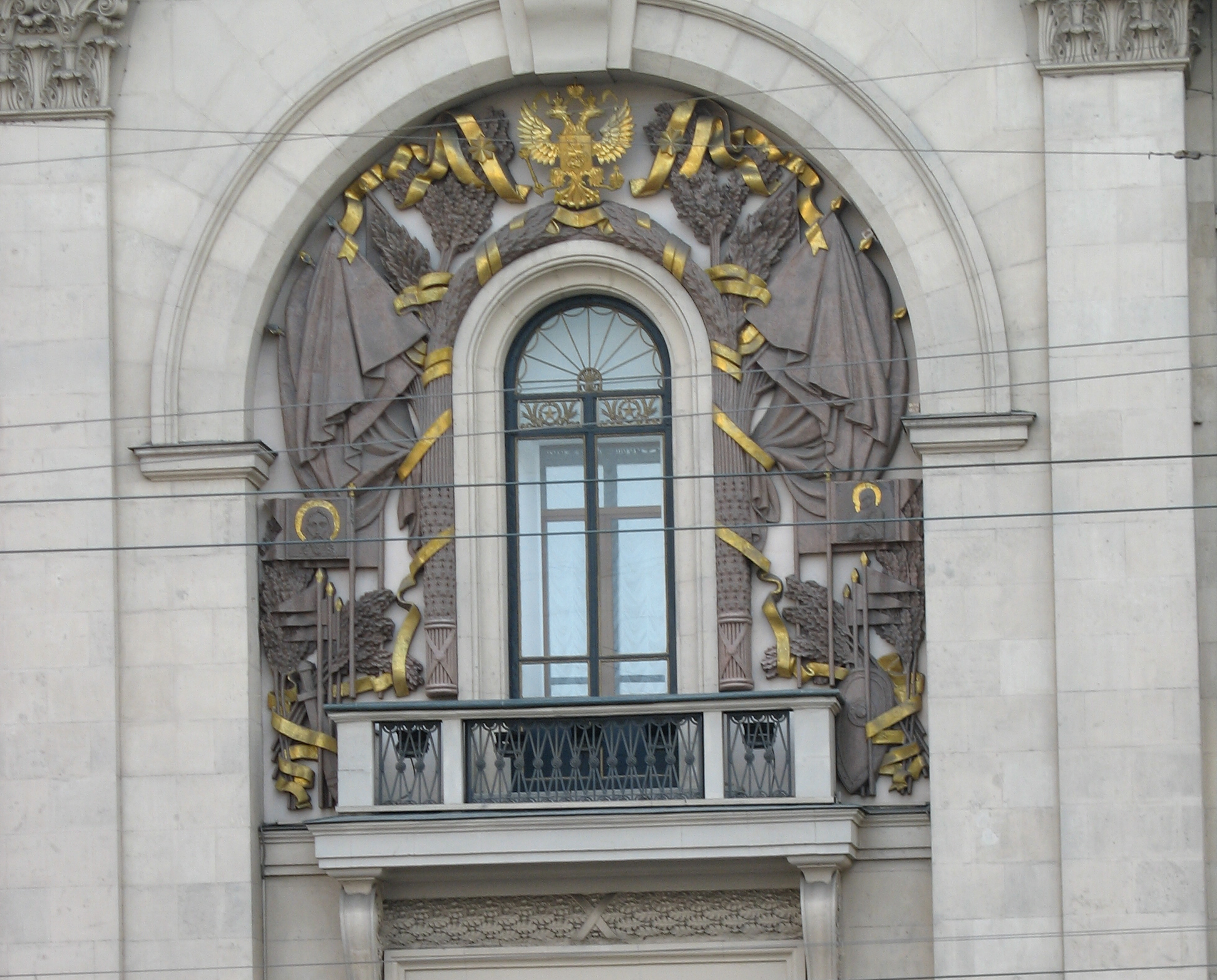
Барельефы на здании мэрии Москвы, 2007 год

После Октябрьской революции бывшую резиденцию генерал-губернатора занимали штаб Красной гвардии и Военно-революционный комитет. В марте 1917 года здание перешло в ведомство Совета рабочих и солдатских депутатов, переименованного позднее в Моссовет. После переезда правительства в Кремль Владимир Ленин неоднократно выступал в этом доме. Так, в 1919 году с балкона здания он обращался с речью к коммунистам, отправлявшимся на фронт. Позднее это событие легло в основу одноимённой картины Дмитрия Налбандяна, а также было увековечено на мемориальной доске, установленной на стене здания.
В 1929—1930 годах дом был перестроен по проекту архитектора Ивана Фомина. Усадебный комплекс дополнили новым шестиэтажным корпусом в стиле конструктивизм. Он расположился с тыльной стороны дворца на месте разобранных старинных флигелей. Строение отделялось от главного здания каменными арками с переходами.
В 1937 году во время расширения Тверской улицы (на тот момент — Горького), здание Моссовета оказалось выдвинуто за красную линию на 13,65 метра. Историческую постройку было решено сохранить и передвинуть дом на необходимое расстояние. Реализация проекта осложнялась значительным возрастом строения и его конструктивными особенности: фундамент белого камня не отличался прочностью, а на первом этаже здания располагался бальный зал, не имеющий внутренних опор. Кроме того, было необходимо сохранить подвалы дома, где на тот момент хранился архив. 16 сентября 1939 года начались работы по переносу дворца весом около 20 тысяч тонн. Для этих целей конструкцию укрепили металлическим каркасом и разобрали арки заднего двора, возведённые Фоминым. Транспортировка осуществлялась при большом скоплении москвичей и прессы. В целях пропаганды здание перемещали, не прерывая работы административных служащих, по слухам, это вызвало массовое увольнение сотрудников накануне. Весь процесс занял 41 минуту, что стало новым мировым рекордом по скорости перемещения здания.

К 1945 году дом Моссовета был окружён более высокими постройками, и чтобы сохранить величественный облик здания, его решили надстроить двумя этажами. Изначально план реконструкции подготовил Иван Жолтовский, однако позднее он отказался от проекта. Архитектор не желал вносить правки, предложенные председателем Моссовета Георгием Поповым: 
Я уже старый человек, зачем мне нужно, чтобы про меня говорили: это тот самый архитектор, который изуродовал дом генерал-губернатора.
 В итоге работы перепоручили Дмитрию Чечулину, которому помогали М. В. Посохин, Н. М. Молоков и М. И. Боголепов. Чтобы старые стены нижних этажей выдержали нагрузку надстройки, их стянули массивным металло-кирпичным поясом, замаскировав его снаружи широким карнизом. Кроме того, каркас здания укрепили 24 металлическими колоннами. Нижнюю часть главного фасада дополнили пилястрами колоссального ордера, а верхний ярус — восьмиколонным портиком. Центральный вход расширили и он приобрёл сходство с Триумфальной аркой, что было характерно для архитектуры того времени. Дом перекрасили из жёлтого цвета в тёмно-красный, выделив отдельные части белым. Стены декорировали барельефами работы скульптора Николая Томского и гербом СССР. Внутреннее убранство усадьбы было отреставрировано под руководством архитекторов Г. М. Вульфсона, Л. С. Шерстнёвой и П. Д. Корина. В честь 800-летия Москвы на воротах здания был установлен массивный бронзовый термометр. В 1988 году прошла частичная реставрация внутренних помещений дворца с восстановлением исторических интерьеров.

## Современность
В 1993 году Моссовет был упразднён, а строение на Тверской переоборудовали под резиденцию мэра Москвы. В 1994 году портреты столичных генерал-губернаторов вернули из музейных хранилищ в парадные залы дома. В это же время советскую символику, украшавшую фронтон дома, заменили гербом Москвы.
С 2002 года здание мэрии участвует в программе «Дни исторического и культурного наследия Москвы». Первую экскурсию по бывшей резиденции генерал-губернаторов для школьников провёл мэр города Юрий Лужков. Традиционно на Красную горку в стенах дома проводят бракосочетания москвичей. Возле строения неоднократно проходили митинги и одиночные пикеты с целью привлечения внимания общественности.
В 2013 году прошла масштабная реконструкция архитектурного убранства дома, средства на которую были выделены из городского бюджета. Во время работ отремонтировали декоративные элементы фасада, кованые ограды и балконные решётки, частично обновили кровельное покрытие, заменили водосточные трубы, а также устранили деформационные швы в местах вертикальных трещин.